# Taeniacanthus lagocephali
Taeniacanthus lagocephali är en kräftdjursart som beskrevs av Arthur Sperry Pearse 1952. Taeniacanthus lagocephali ingår i släktet Taeniacanthus och familjen Taeniacanthidae. Inga underarter finns listade i Catalogue of Life.